# سیارک ۷۴۹۶
سیارک ۷۴۹۶ (به انگلیسی: 7496 Miroslavholub، نامگذاری:1995WN6) هفت هزار و چهارصد و نود و ششمین سیارک کشف شده‌است که در ۲۷ نوامبر ۱۹۹۵ کشف شد.
قدر مطلق سیارک برابر ۱۲٫۱۰ است.